# Route européenne 232
Pour les articles homonymes, voir E232 (homonymie) et Route 232.
La route européenne 232 est une route reliant Amersfoort à Groningue.